# Richelieu (thiết giáp hạm Pháp) (1939)
Richelieu là một thiết giáp hạm của Hải quân Pháp, là chiếc dẫn đầu trong lớp của nó. Nó đã phục vụ trong giai đoạn mở màn của Chiến tranh Thế giới thứ hai theo phe Vichy Pháp, đặc biệt là trong việc phòng vệ chống lại cuộc đổ bộ của Đồng Minh lên Dakar; và sau đó là cùng với phe Đồng Minh tại Ấn Độ Dương trong giai đoạn 1944-1945. Nó đã tham gia vào việc chuyển quân đội Pháp trở lại Đông Dương vào cuối năm 1945, và phục vụ cho đến những năm 1960.

## Thiết kế
Có nguồn gốc từ lớp thiết giáp hạm Dunkerque, Richelieu và con tàu chị em Jean Bart, cũng như những chiếc Clemenceau và Gascogne chưa hoàn tất, được thiết kế để đối phó lại mối đe dọa của Hải quân Ý (Regia Marina), khi mà các thiết giáp hạm Vittorio Veneto và Littorio được đặt lườn vào năm 1934. Tốc độ, sự bảo vệ, vũ khí trang bị và kỹ thuật nói chung của chúng khá tiên tiến, so sánh với những tàu chiến đương thời. Cách sắp xếp tháp pháo cho dàn pháo chính bao gồm tám khẩu pháo 380 mm/45 Modèle 1935 khá bất thường, với hai tháp pháo bốn nòng hướng ra phía trước. 

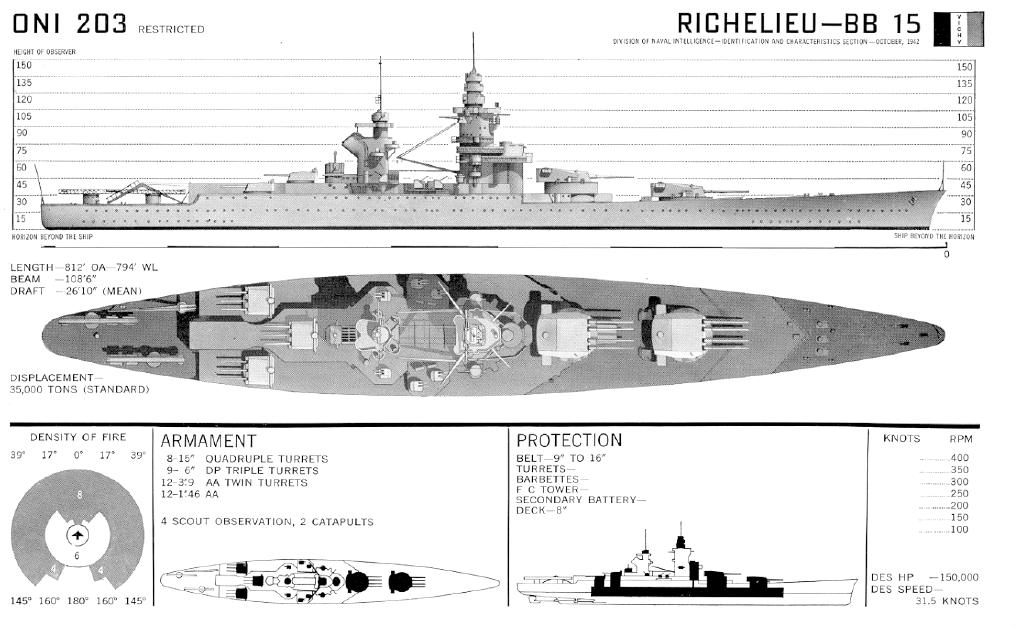
Sơ đồ nhận dạng Richelieu của Hải quân Mỹ

Trong những giới hạn do Hiệp ước Hải quân Washington năm 1922 đặt ra, việc lựa chọn tháp pháo bốn nòng hướng ra trước có ưu điểm tiết kiệm trọng lượng dành cho vỏ giáp của tháp pháo, so với cấu hình bốn tháp pháo nòng đôi, trong khi có cùng một sức mạnh hỏa lực. Khuyết điểm của cách bố trí này là một phát đạn pháo may mắn duy nhất bắn trúng tháp pháo cũng đủ để loại khỏi vòng chiến một nửa hỏa lực dàn pháo chính của con tàu. Mặc khác, khi toàn bộ dàn pháo chính đều bắn hướng ra phía trước, con tàu rút ngắn khoảng cách nhằm tiếp cận đối phương ở một góc mà nó có tiết diện mục tiêu nhỏ nhất có thể có.
Lớp Richelieu, với dàn pháo chính 380 mm, trở thành những thiết giáp hạm mạnh nhất mà Pháp từng chế tạo. Richelieu được đặt lườn vào tháng 10 năm 1935 tại Brest, được hạ thủy vào tháng 1 năm 1939. Việc chạy thử máy được bắt đầu từ tháng 1 năm 1940.

## Lịch sử hoạt động

### Hoạt động ban đầu và cùng với phe Vichy
Khi diễn biến của Trận Pháp trở nên xấu đi với việc lực lượng Đức vượt qua được sự phòng thủ của Pháp tại Somme và Aisne, dưới quyền chỉ huy của Đại tá hải quân Marzin, Richelieu hấp tấp rời Brest vào ngày 18 tháng 6 năm 1940, thoát được lực lượng Đức đang đến gần trong gang tấc. Được hộ tống bởi các tàu khu trục Fougueux và Frondeur, nó đi đến Dakar vào ngày 23 tháng 6 năm 1940 bằng chính động lực của mình. Tuy nhiên, tình hình chính trị phức tạp tại đây buộc nó phải chuyển đến Casablanca hai ngày sau đó, đồng thời bị một lực lượng lớn Hải quân Anh dõi theo. Nó được Bộ Hải quân Pháp gửi quay trở lại Dakar vào ngày 28 tháng 6, nơi mà nó được đưa ra hoạt động vào ngày 15 tháng 7 năm 1940, cho dù chỉ mới hoàn tất được 95%.
Thỏa thuận Đình chiến giữa Pháp và Đức đã khiến Anh lo ngại rằng lực lượng Hải quân Pháp sẽ lọt vào tay phe Trục. Điều này đã dẫn đến một cuộc tấn công nhắm vào Richelieu bởi những máy bay ném ngư lôi Fairey Swordfish từ tàu sân bay Anh HMS Hermes vào ngày 8 tháng 7 năm 1940 sau khi xảy ra cuộc tấn công Hạm đội Pháp tại Mers-el-Kebir. Nó bị hư hại bên dưới sàn tàu bọc thép, bị thủng một lỗ dài 12 m (40 ft), hỏng trục động lực bên mạn phải; việc ngập nước khiến đuôi tàu chạm đáy cảng. Sau khi được sửa chữa khẩn cấp, nó nổi trở lại vài ngày sau đó.
Vào ngày 24 tháng 9, Richelieu chiến đấu chống lại lực lượng hải quân Đồng Minh trong trận Dakar. Đã có một cuộc đấu pháo tay đôi diễn ra giữa Richelieu và thiết giáp hạm Anh HMS Barham: Barham bị bắn trúng hai lần bởi các khẩu đội pháo bờ biển được vận hành bởi các thủy thủ của Richelieu; đổi lại Richelieu bị bắn trúng hai quả đạn pháo 381 mm (15 inch) nhưng không gây hư hại nào nghiêm trọng. Tuy nhiên Richelieu lại bị hư hại đáng kể trong trận chiến khi lần đầu tiên khai hỏa dàn pháo chính của nó, một quả đạn pháo 380 mm nổ ngược vào trong lòng tháp pháo làm vô hiệu hóa hai khẩu pháo của tháp pháo chính số 2. Một ủy ban điều tra do Đô đốc Hervé de Penfentenyo dẫn đầu vào năm 1941 đã kết luận về nguyên nhân của sự cố này. Đó là do sử dụng nhầm kiểu thuốc phóng SD19 vốn dành cho Strasbourg đang được dự trữ tại Dakar, thay vì kiểu thuốc phóng SD21 chế tạo riêng cho nó. Trong hai ngày, Richelieu đã bắn tổng cộng 24 phát đạn pháo, và đã không có phát bắn trúng nào được ghi nhận. Lực lượng Anh đã bị đẩy lui.
Việc sửa chữa tạm thời được hoàn tất vào ngày 24 tháng 4 năm 1941, và Richelieu có thể di chuyển với ba động cơ với tốc độ tối đa 14 hải lý trên giờ (26 km/h), nhưng chỉ với ba khẩu pháo chính còn hoạt động; các tháp pháo 380 mm lại phải chịu đựng thêm một vụ nổ khác.

### Phục vụ cùng phe Đồng Minh

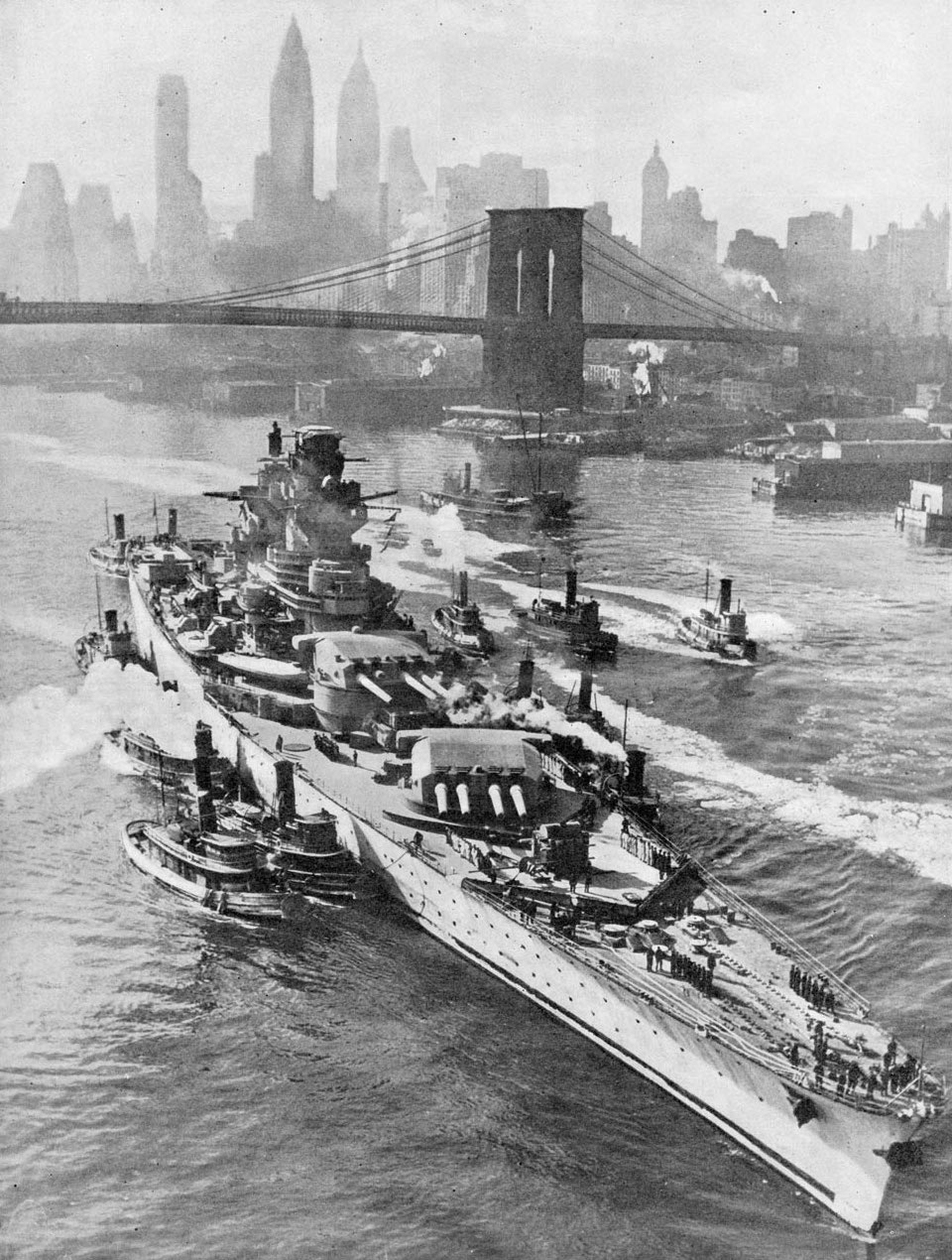
Richelieu đi đến New York với tháp pháo bị hư hại. Máy đo tầm xa thứ ba trên cùng đã được tháo dỡ để có thể đi qua bên dưới cầu Brooklyn.

Sau khi lực lượng Pháp tại Tây Phi tham gia phe Đồng Minh vào tháng 11 năm 1942, Richelieu được quyết định cho tái trang bị dưới sự giúp đỡ của Hoa Kỳ. Hai máy phóng máy bay cùng một số vũ khí phòng không được tháo dỡ để thay bằng các kiểu vũ khí khác.
Richelieu rời Dakar vào ngày 30 tháng 1 năm 1943 cùng với tàu tuần dương Montcalm và đến nơi vào ngày 11 tháng 2 để được tái trang bị tại Xưởng hải quân New York. Bốn nòng pháo từng trang bị cho Jean Bart được chở từ Casablanca đến để thay thế cho ba nòng pháo bị hư hại của tháp pháo trên của Richelieu, chiếc thứ tư được dùng trong thử nghiệm tầm bắn tại Trung tâm Hải quân Dahlgren.
Chỗ trống có được phía đuôi tàu nhờ tháo dỡ các thiết bị máy bay được sử dụng để trang bị các khẩu đội phòng không 40 mm. Hoả lực phòng không nói chung được tăng cường đáng kể với 48 khẩu 20 mm trên các bệ nòng đơn thay thế cho các súng máy 13,2 mm Hotchkiss nguyên thủy, cùng 14 khẩu đội 40 mm bốn nòng thay thế cho các khẩu 37 mm bán tự động ban đầu. Việc áp dụng sơ đồ pháo hạng hai kiểu Mỹ giúp cho việc cung cấp đạn dược thuận lợi hơn, và một nhà máy đặc biệt được dành riêng để sản xuất đạn pháo với cỡ nòng phù hợp cho dàn pháo chính. Máy đo tầm xa trên cao nhất của tháp phía trước dành cho dàn pháo 152 mm, vốn chưa bao giờ sử dụng, được tháo dỡ, và cột ăn-ten sau được cắt ngắn. Hai thiết bị radar được trang bị cho mục đích cảnh báo không trung và mặt biển, nhưng đã không được trang bị radar hướng dẫn hỏa lực. Tất cả các sự cải biến này khiến trọng lượng choán nước tăng thêm 3.000 tấn. Sau khi chạy thử máy đạt được tốc độ tối đa 30,2 knot, việc tái trang bị được tuyên bố hoàn tất vào ngày 10 tháng 10 năm 1943. Richelieu lên đường đi Mers el-Kebir vào ngày 14 tháng 10 rồi sau đó hướng đến Scapa Flow, đến nơi vào ngày 20 tháng 11.

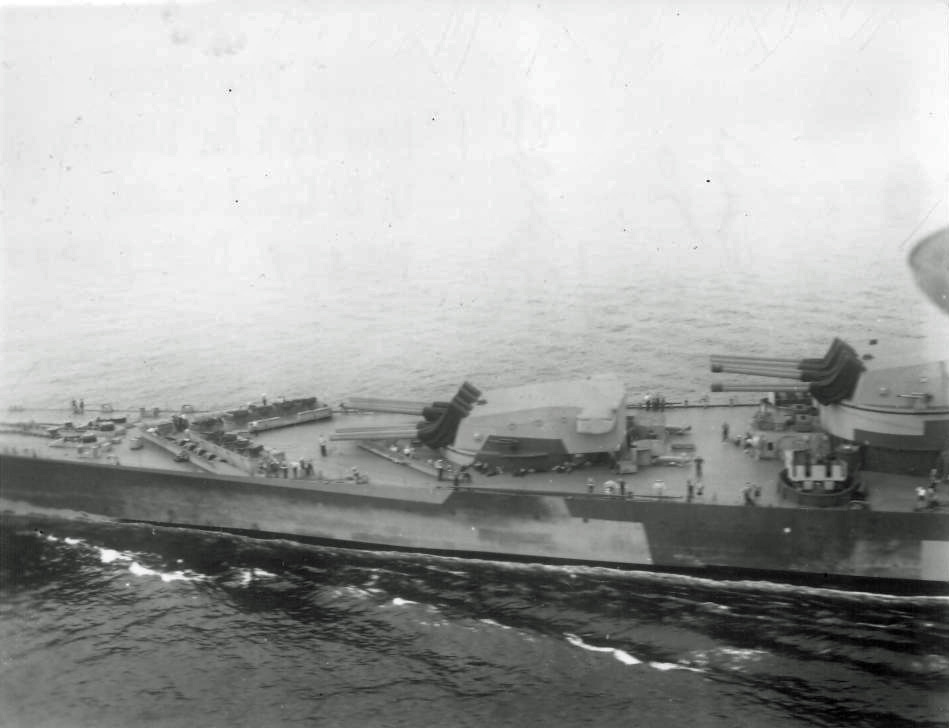
Phần mũi của Richelieu sau khi được tái trang bị năm 1943

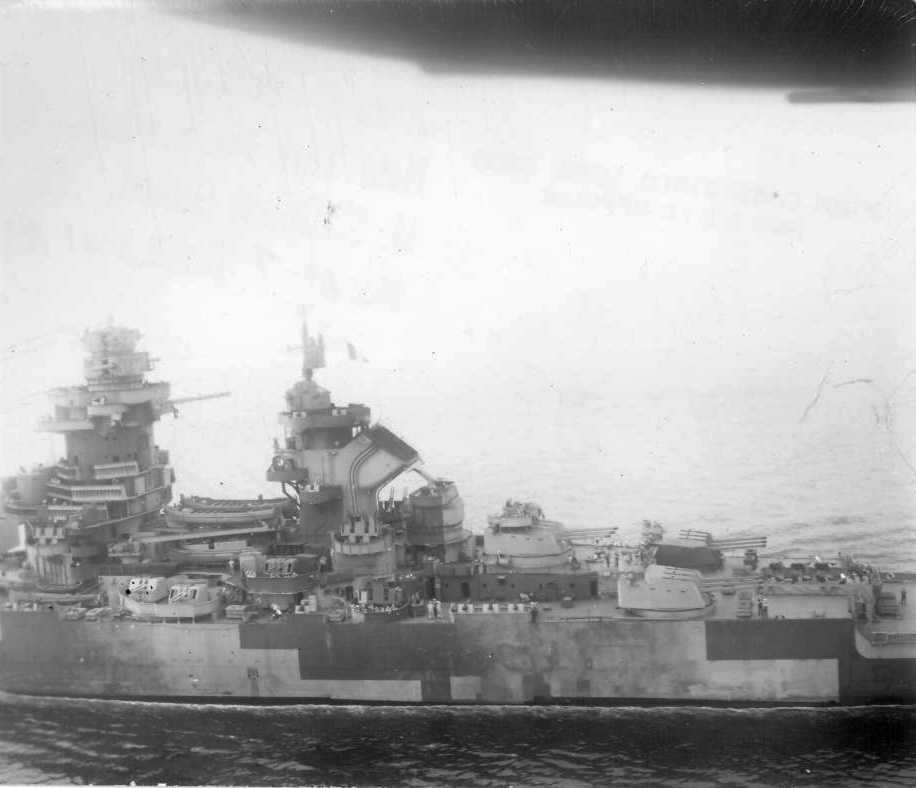
Phần đuôi của Richelieu sau khi được tái trang bị năm 1943

Richelieu phục vụ cùng với Hạm đội Nhà Anh Quốc từ tháng 11 năm 1943 đến tháng 3 năm 1944, tham gia hoạt động ngoài khơi bờ biển Na Uy vào tháng 1 năm 1944. Sau đó nó được chuyển sang Hạm đội Viễn Đông (Anh Quốc) thay phiên cho các thiết giáp hạm Anh đang cần phải đại tu, cho dù thủy thủ đoàn trên tàu có tiếng là mang tinh thần bài-Gaullist (chống lại tư tưởng của Charles de Gaulle) cùng những giới hạn về thiết bị radar và đạn dược (chỉ có được nhờ các nguồn của Mỹ). Nó đi đến Trincomalee thuộc Tích Lan (ngày nay là Sri Lanka) kịp lúc vào ngày 10 tháng 4 năm 1944 để tham gia cuộc tấn công của Lực lượng Đặc nhiệm 65 xuống Sabang vào ngày 19 tháng 4 (Chiến dịch Cockpit) và Surabaya vào tháng 5 năm 1944 (Chiến dịch Transom), cũng như trong các chiến dịch Councillor và Pedal trong tháng 6. Đến ngày 22 tháng 7, nó lên đường để tấn công Sabang và Sumatra (Chiến dịch Crimson) rồi quay trở về Trincomalee vào ngày 27 tháng 7.
Được thay phiên bởi thiết giáp hạm HMS Howe, Richelieu quay trở về Casablanca vào ngày 7 tháng 9 cho một đợt đại tu, rồi quay trở lại Trincomalee vào ngày 20 tháng 3 năm 1945. Giờ đây cùng với Lực lượng Đặc nhiệm 63 thuộc Hạm đội Viễn Đông, nó lại tham gia nhiều cuộc bắn phá Sabang trong tháng 4 và quần đảo Nicobar từ cuối tháng 4 đến đầu tháng 5. Kế hoạch tiếp theo nhằm đánh chặn tàu tuần dương Nhật Haguro bị hủy bỏ.
Richelieu được tái trang bị tại Durban từ ngày 18 tháng 7 đến ngày 10 tháng 8, và đã đi ngang qua Diego Suarez để đến Trincomalee vào ngày 18 tháng 8, chỉ để nhận được tin Nhật Bản đã chấp nhận đầu hàng vào ngày 15 tháng 8. Nó rời Trincomalee vào ngày 5 tháng 9 để tham gia vào việc giải phóng Singapore, (Chiến dịch Tiderace). Trong khi đi xuôi theo eo biển Malacca vào ngày 9 tháng 9, lúc 07 giờ 44 phút một quả thủy lôi từ tính đã phát nổ cách 17 mét (19 yd) bên mạn phải. Cuối cùng nó cũng gắng gượng đến được Singapore vào giữa trưa ngày 11 tháng 9.

### Sau chiến tranh
Vào cuối tháng 9 năm 1945, Richelieu hộ tống một đoàn tàu vận tải Pháp hướng đến Đông Dương nhằm tái lập quyền cai trị của Pháp tại thuộc địa này, và đã tham gia bắn phá các mục tiêu trên bờ trong cuộc chiến tranh Đông Dương. Ngày 29 tháng 12, nó lên đường quay trở về Pháp, và đã về đến Toulon vào ngày 11 tháng 2 năm 1946.
Nó thực hiện các chuyến viếng thăm chính thức Anh Quốc và Bồ Đào Nha vào năm 1946 và đưa Tổng thống Cộng hòa Pháp viếng thăm các thuộc địa cũ tại Tây Phi vào tháng 4 và tháng 6 năm 1947. Sau đó nó ở lại vùng biển nhà cho đến khi được rút khỏi hoạt động thường trực vào ngày 16 tháng 10 năm 1948 để đại tu, rồi sau đó được sử dụng như một tàu huấn luyện tác xạ. 

Bờ sông Penfeld tại Brest. Bên phải chỗ đậu xe là một trong hai khẩu hải pháo 380 mm/45 Modèle 1935 còn lại của Richelieu. Neo đậu bên dưới cần cẩu là chiếc tàu quét mìn Lyre (M648)

Từ ngày 25 tháng 5 năm 1956, nó được sử dụng như một tàu tiện nghi tại Brest, rồi được đưa về lực lượng dự bị từ năm 1958. Richelieu bị bán để tháo dỡ vào ngày 16 tháng 1 năm 1968, và được tháo dỡ bởi hãng Cantieri Navali Santa Maria ở Genoa từ tháng 9 năm 1968. Một trong những khẩu pháo chính của nó hiện đang được trưng bày tại cảng Brest.